# Клемби (Каменський повіт)
Клемби (пол. Kłęby) — село в Польщі, у гміні Ґольчево Каменського повіту Західнопоморського воєводства.
Населення — 320 осіб (2011).
У 1975-1998 роках село належало до Щецинського воєводства.

## Демографія
Демографічна структура станом на 31 березня 2011 року:
|          | Загалом | Допрацездатний вік | Працездатний вік | Постпрацездатний вік |
| -------- | ------- | ------------------ | ---------------- | -------------------- |
| Чоловіки | 168     | 49                 | 109              | 10                   |
| Жінки    | 152     | 31                 | 92               | 29                   |
| Разом    | 320     | 80                 | 201              | 39                   |